# 85 Pegasi
85 Pegasi is een tweevoudige ster met een spectraalklasse van G5.V en K7.V. De ster bevindt zich 40,18 lichtjaar van de zon.